# Irma Christenson
Irma Alexandra Christenson (født 14. januar 1915 i Hunnebostrand, død 21. februar 1993 i Stockholm), var en svensk skuespillerinde.

## Udvalgt filmografi
- 1939 - Kadettkamrater
- 1941 - Första divisionen
- 1941 - Landstormens lilla argbigga
- 1942 - Doktor Glas
- 1943 - Flickan är ett fynd
- 1943 - Elvira Madigan
- 1944 - Den osynliga muren
- 1944 - Lev farligt
- 1947 - Försummad av sin fru
- 1951 - Hon dansade en sommar
- 1978 - En vandring i solen
- 1992 - Den goda viljan